# هال برونو
هال برونو (بالإنجليزية: Hal Bruno)‏ هو صحفي أمريكي، ولد في 25 أكتوبر 1928 في شيكاغو في الولايات المتحدة، وتوفي في 8 نوفمبر 2011.